# Daniel Jadue

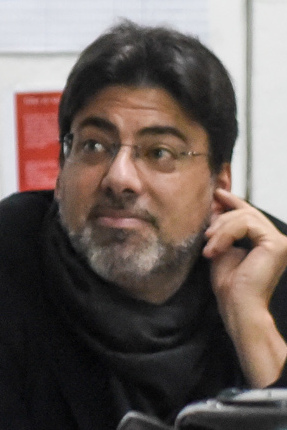
Daniel Jadue, 2017

Óscar Daniel Jadue Jadue (* 28. Juni 1967 in Santiago de Chile) ist ein chilenischer Architekt, Soziologe und Politiker. Als Mitglied der Partido Comunista de Chile ist er seit 2012 Bürgermeister der Kommune Recoleta in der chilenischen Hauptstadt Santiago. Daneben war er Kandidat der Partido Comunista bei den Vorwahlen zur Präsidentschaftswahl 2021, unterlag innerhalb der Koalition Apruebo Dignidad allerdings Gabriel Boric.

## Frühes Leben
Jadue wurde 1967 in Recoleta, einem Stadtteil von Santiago de Chile, geboren, wo er auch aufwuchs. Er entstammt einer Familie von Immigranten aus Palästina. Er besuchte zwischenzeitlich das Liceo Aléman de Santiago. Nach seinem Schulabschluss besuchte Jadue die Universidad de Chile, an der er Soziologie und Architektur studierte. Daneben erhielt er auch Abschlüsse in Qualitätsmanagement von der Katholischen Universität Nordchile sowie in Raumplanung von der Universidad de Chile. Nach seiner Zeit an der Universität arbeitete er 15 Jahre in der Kommunalverwaltung verschiedener chilenischer Kommunen, darunter Valparaíso, Aysén, Quellón, Calama, Río Verde sowie einige Kommunen in Santiago. Daneben war er auch als Architekt tätig, unter anderem in der Stadt Pichilemu. Über seine politische Tätigkeit war er später auch journalistisch Tätig, so war er Teil der Talkshow El Térmometro, wurde als Experte in verschiedenen Fernsehsendungen interviewt und schrieb Artikel in Zeitungen.

## Politische Karriere

### Anfänge
In den 1980er und 1990er Jahren begann Jadue sich politisch zu engagieren, zunächst im Umfeld der Palästinensischen Befreiungsorganisation und in der Union Palästinensischer Studierenden. 1993 trat er in die Partido Comunista de Chile ein. Infolgedessen war er mehrfach Kandidat bei Wahlen für das Abgeordnetenhaus und bei Bürgermeisterwahlen in Recoleta, wurde jedoch nicht gewählt.

### Bürgermeister von Recoleta
Bei den Bürgermeisterwahlen 2012 wurde Jadue vom Pakt für ein gerechtes Chile (Por un Chile Justo) nominiert. Er erhielt 41,68 % der Stimmen und wurde somit zum Bürgermeister gewählt. In seiner Amtszeit setzte er sich vor allem für die Beteiligung der Bevölkerung an der lokalen Regierung sowie für kulturelle Projekte, wie zum Beispiel auch das World of Music, Arts and Dance Festival, das von Peter Gabriel initiiert wurde und inzwischen auch in Recoleta stattfindet, ein. Außerdem wurde 2015 die erste öffentliche Apotheke Chiles in Recoleta eröffnet, die Medikamente zu billigeren Preisen verkauft. Inzwischen gibt es derartige Apotheken in vielen Kommunen in ganz Chile. Es folgten weitere öffentliche Geschäfte, unter anderem öffentliche Optiker oder öffentliche Büchereien. 2016 wurde Jadue mit über 56 % der Stimmen wiedergewählt.

### Kandidat bei den Präsidentschaftswahlen 2021
Nachdem Jadue bereits 2020 erklärt hatte, generell bereit zu sein, sich als Kandidat für die Präsidentschaftswahlen 2021 aufstellen zu lassen, wurde er im Dezember 2020 offiziell von der Frente Amplio und im April 2021 offiziell von der Partido Comunista de Chile nominiert. Im Frühjahr 2021 war er einer der führenden Kandidaten in den Umfragen neben Pamela Jiles und Joaquín Lavín. Auch bis zu den Vorwahlen blieb er einer der führenden Politiker in den Umfragen. Bei der Vorwahl am 18. Juli 2021 traf er innerhalb der Koalition Apruebo Dignidad auf den Kongressabgeordneten aus der Región de Magallanes, Gabriel Boric. Letztendlich unterlag Jadue ihm deutlich und konnte nur 39,57 % der Stimmen hinter sich vereinbaren, während Boric die restlichen 60,43 % erhielt.

## Kontroversen
Jadue war in Anschuldigungen der Korruption verwickelt, unter anderem zu seiner Zeit in Pichilemu, als Bauvorhaben an seine Firma vergeben worden sind. Außerdem kam es im Zuge der Installation von Beleuchtungsanlagen im Rathaus von Recoleta zu Unregelmäßigkeiten. Hierbei sollen von der Firma Itelecom Bestechungsgelder geflossen sein, um die Ausschreibung zu erhalten. Im Zuge dessen wurde Jadue 2021 angeklagt und das Rathaus von Recoleta vom PDI durchsucht.
Außerdem wurde Jadue vom Simon Wiesenthal Center Antisemitismus vorgeworfen. Im Dezember 2020 wurde er auf ihre Liste der 10 größten Antisemiten gesetzt. Allerdings wurde er daraufhin von einigen jüdischen Gelehrten und Organisationen in Schutz genommen.